# Saucepampa (distrito)

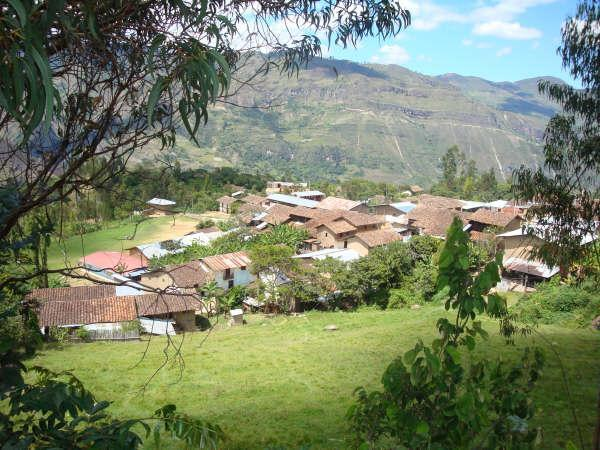
Distrito de Saucepampa

Saucepampa é um distrito do Peru, departamento de Cajamarca, localizada na província de Santa Cruz.

## Transporte
O distrito de Saucepampa é servido pela seguinte rodovia:
- CA-102, que liga a cidade de Santa Cruz ao distrito de Catilluc [1][2][3]